# Thomas Schnurrer
Thomas Schnurrer (17 ottobre 1997) è un ex giocatore di football americano austriaco, che ha giocato come linebacker.